# 球椅
球椅 （Ball Chair），又稱作星球椅，由芬蘭傢俱設計師在1963年所設計的現代風格椅子，它因外型超脫而聞名，並且被認為是工業設計的經典之作，後來的版本增加了整體的大小和增添一些有趣的功能，包括了播放MP3的功能等等。
該作品內裝原本為黑色，現已衍生出多種顏色。

## 創作過程
|               | 設計這張椅子的理由非常明顯，我們搬到我們第一個家，我在1962年開始從事自由業工作。 我們有一個家，但是沒有合適的大椅子，所以我決定製作一張大椅子並採用全新的設計，完成一部分的草圖後，我發現這張椅子的形狀已經變成了如此簡略，它的形狀簡略到只是個球形，我把完整尺寸的設計圖釘在牆上，為了知道坐進裡面時，我的頭將會如何移動，我坐進了椅子裡面，作為我們之中較高的一個，我坐進去椅子裡，我的妻子在設計圖上繪出頭部的動線，這就是我確認椅子高度的方法，由於我的目標是球形，其他的線條很容易畫出，只要記得線條必須符合椅子的開口。 在此之後，我使用內部模具來製作第一個原型椅，內模同樣也被用來製作滑翔機的機身及機翼，我用濕紙覆蓋著膠合板物體模具，用玻璃纖維覆蓋表面、打磨椅身，從椅子裡面取出模具，裝上軟墊以及椅腳，最後我安裝了紅色電話筒在椅子內壁上，關於椅子的命名非常簡單，球椅就這麼誕生了。 |
| ——埃羅·阿尼奧 | |

## 流行文化
- 在《SPY×FAMILY間諜家家酒》單行本第四卷封面，為安妮亞的寵物狗彭德的座椅。